# Fladorme
Fladorme (Platyhelminthes) er en række af hvirvelløse dyr.

## Klassifikation
Fladorme Platyhelminthes
- Klasse Fimreorme Turbellaria
  - Acoela
  - Rhabdocoela
  - Planarier Tricladida
    - Planaria
- Klasse Trematoda
  - Underklasse Monogene Ikter Monogenea
    - Gyrodactylus
    - Underfamilie diplozoinae
      - Dobbeltdyr (Diplozoon paradoxum)

  - Underklasse Digene Ikter Digenea
- Klasse Bændelorme Cestoda
  - Underklasse Cestodaria
    - Orden Amphilinidea
    - Orden Gyrocotylidea

  - Underklasse Eucestoda
    - Orden Caryophyllidea
    - Orden Trypanorhyncha
    - Orden Diphyllidea
    - Orden Cyclophyllidea